# Miles Poindexter
Miles Poindexter, född 22 april 1868 i Memphis, Tennessee, död 21 september 1946 i Rockbridge County, Virginia, var en amerikansk diplomat, politiker och jurist. Han representerade delstaten Washington i båda kamrarna av USA:s kongress, först i representanthuset 1909-1911 och sedan i senaten 1911-1923. Han var USA:s ambassadör i Peru 1923-1928.
Poindexter studerade först vid Fancy Hill Academy. Han avlade sedan 1891 juristexamen vid Washington and Lee University. Han inledde sin karriär som advokat i Walla Walla i delstaten Washington. Han blev sedan åklagare för Walla Walla County och 1897 flyttade han till Spokane. Han arbetade som domare 1904-1908.
Han representerade Washingtons 3:e distrikt i representanthuset som republikan. I senaten representerade han först republikanerna, bytte 1913 parti till Progressiva partiet och 1915 blev han republikan på nytt. Han omvaldes 1916 till senaten som republikan men sex år senare förlorade han mot demokraten Clarence Dill.
Poindexters grav finns på Stonewall Jackson Memorial Cemetery i Lexington, Virginia.